# Бой в Зондском проливе
Бой в Зондском проливе (англ. Battle of Sunda Strait) — морское сражение Второй мировой войны, состоявшееся в Зондском проливе между крейсерами союзников, прорывающихся из Яванского моря после разгрома союзной эскадры, и японскими силами, прикрывающими высадку японских войск на Яву. Состоялось в ночь с 28 февраля на 1 марта 1942 года. Два союзные крейсера неожиданно для себя вышли на конвой, производивший разгрузку, и принялись уничтожать вражеские транспорты. Однако подошедшие превосходящие силы прикрытия в непродолжительном бою уничтожили оба союзных крейсера.

## Бой
28 февраля 1942 года американский тяжелый крейсер «Хьюстон» и австралийский лёгкий крейсер «Перт», выйдя из Батавии, заметили японские транспорты, высаживающие войска. Их охранял только японский эсминец «Фубуки». Но через некоторое время с севера подошёл японский 12 дивизион эсминцев, а также крейсера «Могами» и «Микума». По «Хьюстону» и «Перту» было выпущено 87 торпед. Получив 2 торпеды, «Перт» затонул примерно в 23:40, «Хьюстон» смог продержаться на плаву ещё почти час, но затем также затонул.
Из экипажа «Хьюстона» погибли 693 человек, на «Перте» — 375 человек.
Некоторые торпеды попали не туда. Среди транспортов прогремели взрывы. Тральщик № 2, входивший в состав эскорта, получив торпеду с «Фубуки», затонул. Примерно в это же время другая торпеда «Фубуки» попала в транспорт «Сакура Мару», который пошёл на дно. Ещё три транспорта получили попадания и были тяжело повреждены. Генерал Имамура, командующий 16-й армией, находившийся на борту «Рюдзё Мару» и руководящий второй волной десантных судов, был взрывом сброшен в воду, только через 3 часа он сумел добраться до берега.